# Втрати силових структур внаслідок російського вторгнення в Україну (липень — вересень 2017)
У статті наведено список втрат українських військовослужбовців у російсько-українській війні з липня по вересень 2017 року.

## Список загиблих з 1 липня до 30 вересня 2017 року
| №        | Світлина Емблема | Прізвище, ім'я, по-батькові                      | Про особу | Дата смерті     | Обставини смерті |
| -------- | ---------------- | ------------------------------------------------ | --- | --------------- | --- |
| Липень   |                  |                                                  | |                 | |
| 3736     |                  | Дядченко Сергій Петрович («Киргиз»)              | 23 вересня 1979, Токтогул Киргизька РСР. Мешкав у с. Шевченкове (Звенигородський район) Черкаська область. Старший сержант, командир відділення 34 ОМПБ «Батьківщина» 57 ОМПБр. 1997 закінчив Звенигородське СПТУ, працював трактористом у колгоспі с. Шевченкове. З 15.05.2014 до 18.05.2015 служив за мобілізацією у 34-му батальйоні, доброволець. У 2016 підписав контракт, 1647-й окремий автомобільний батальйон (Черкаси). Знову поїхав на фронт до 34 ОМПБ. Залишились мати, дружина. Сестра і брат — учасники АТО. Ще один брат — Віктор Бойко — загинув на фронті у липні 2014. | 1 липня 2017    | Загинув близько 17:40 в результаті підриву на міні з «розтяжкою» під час виконання робіт з інженерного обладнання ВОП поблизу с. Піски (Ясинуватський район). Похований у с. Шевченкове. |
| 3737     |                  | Сініцин Володимир Володимирович                  | 31 травня 1993, Новомиколаївка (Новотроїцький район) Херсонська область. Солдат, старший стрілець 34 ОМПБ «Батьківщина» 57 ОМПБр. 2012 закінчив Професійно-морський ліцей ХДМА. 09.01.2014 вступив на військову службу за контрактом. Брав участь у боях за Савур-могилу, Амвросіївку, Степанівку, Маринівку, боронив Мар'їнку, Щастя, був поранений. Залишилась мати. | 1 липня 2017    | Загинув близько 17:40 в результаті підриву на міні з «розтяжкою» під час виконання робіт з інженерного обладнання ВОП поблизу с. Піски (Ясинуватський район). Похований у Новомиколаївці. |
| 3738     |                  | Грибук Сергій Іванович                           | 4 квітня 1980, Омельне (Шацький район) Волинська область. Солдат, сапер інженерно-саперного відділення інженерно-саперного взводу 8 ОГШБ 10 ОГШБр. З 28.03.2015 по березень 2016 служив за мобілізацією, зокрема в зоні АТО. 12.04.2017 уклав контракт і повернувся на фронт. Залишились дружина та син. | 2 липня 2017    | Помер від гострої серцевої недостатності у місці дислокації поблизу Калинове (Попасна). Похований на старому кладовищі в селі Світязь. |
| 3739     |                  | Сметанін Андрій Володимирович                    | 4 березня 1981, Авдіївка Донецька область. Зі шкільних років мешкав у с. Різдвянка (Новомиколаївський район) Запорізька область. Старший сержант, старший стрілець 3-го мотопіхотного відділення 3-го мотопіхотного взводу 3-ї мотопіхотної роти 43 ОМПБ «Патріот» 53 ОМБр. 1998—1999 працював у КСП «8 Березня». Строкова служба — 1129 ЗРП (1999—2000). В серпні 2016 вступив на військову службу за контрактом. Залишились дружина та донька. | 3 липня 2017    | Загинув близько 13:30 від смертельного кульового поранення під час бою на «Світлодарській дузі», внаслідок обстрілу ВОП поблизу смт Луганське. Похований в с. Різдвянка. |
| 3740     |                  | Бричак Володимир Володимирович                   | 13 лютого 1977, Берегове Закарпатська область. Солдат, стрілець — помічник гранатометника 2-го гірсько-піхотного відділення 3-го взводу гірсько-піхотної роти 15 ОГПБ 128 ОГПБр. Працював чоботарем, паркувальником. У лютому 2016 вступив на військову службу за контрактом. Залишились мати, сестра і син. | 4 липня 2017    | 3 липня о 23:50 був важко поранений пострілом ворожого снайпера поблизу м. Торецька, — біля станції Майорська на Горлівському напрямку — з початком обстрілу, коли біг, пригнувшись, на бойову позиції, куля увійшла над пластиною бронежилета і зачепила серце, ще півгодини боровся за життя, але реанімаційні заходи не дали результату. Помер вночі 4 липня у Торецькій ЦРЛ. Похований у Берегові. |
| 3741     |                  | Нетеса Роман Валентинович                        | 27 вересня 1997, 19 років, Литвинівка (Решетилівський район) Полтавська область. Старший солдат, водій 16 ОМПБ «Полтава» 58 ОМПБр. 2015 закінчив Решетилівський аграрний ліцеї, працював у батька зварником. В лютому 2016 підписав контракт, з 25.04.2016 по 03.06.2016 служив в Авдіївці, з 2017 — на Луганщині. Залишились батьки і брат. | 6 липня 2017    | Загинув у ніч на 7 липня від кулі снайпера під час бойового чергування поблизу с. Кримське (Новоайдарський район). Похований у Литвинівці. |
| 3742     |                  | Тимощук Олексій Васильович                       | 24 червня 1981, Вінниця. Солдат, навідник кулеметного відділення мотопіхотного взводу 9 ОМПБ «Вінниця» 59 ОМПБр. Закінчив Вінницький політехнікум за фахом техніка-механіка. Тривалий час працював будівельником. Був головою садового товариства. Восени 2016 підписав контракт, служив у взводі МТЗ, з 26.05.2017 — в районі Маріуполя. Залишились дружина та троє дітей. | 9 липня 2017    | 29 червня поблизу с. Гнутове на Маріупольському напрямку, під час перевірки мінних загороджень, близько 19:30, потрапив під ворожий обстріл з гранатомета, дістав вкрай важкі осколкові поранення голови, очей, грудної клітки, живота. Був доставлений у 61-й мобільний шпиталь, а 1 липня — вертольотом в лікарню ім. Мечникова м. Дніпро. Переніс кілька операції, прийшов до тями, але 9 липня о 5:30 помер. Похований у Вінниці. |
| 3743     |                  | Бабков Віталій Ігорович («Лютий»)                | 13 лютого 1988, Агробаза Мангушський район Донецька область. Солдат, водій 54 ОРБ. З 2014 захищав рідний Донбас, спочатку в добровольчих батальйонах, потім у лавах ЗСУ. Залишились мати і сестра. | 10 липня 2017   | Загинув близько 19:00 внаслідок підриву на вибуховому пристрої з «розтяжкою» в районі смт Станиця Луганська. Похований у с. Агробаза. |
| 3744     |                  | Турчин Володимир Богданович                      | 12 травня 1990, Жовква Львівська область. Сержант, номер обслуги 2-го гранатометного відділення протитанкового взводу роти вогневої підтримки 2-го гірсько-піхотного батальйону 128-ї ОГПБр. Працював будівельником. З 18.03.2014 служив за мобілізацією в Жовківському РВК, 31.05.2015 підписав контракт, начальник служби захисту інформації. У 2017 вирушив на фронт. Залишилась мати. | 12 липня 2017   | Внаслідок обстрілу поблизу смт Зайцеве з озброєння БМП-1 та стрілецької зброї, близько 5:10, під час зміни вогневої позиції та переміщення в укриття, дістав чисельні поранення, що несумісні з життям. Помер о 8:30 на операційному столі в ЦРЛ м. Бахмут. Похований у Жовкві. |
| 3745     |                  | Кістерний Ігор Миколайович                       | 21 березня 1987, Семенівка Чернігівська область. Старший сержант, командир відділення гранатометного взводу роти вогневої підтримки 13 ОМПБ «Чернігів-1» 58 ОМПБр. З 2006 по 2016 — прикордонник відділу прикордонної служби «Семенівка», Чернігівський прикордонний загін ДПСУ. Грав у складі ФК «Ревна» (м. Семенівка). 2016 підписав контракт, служив у Конотопі, з травня 2017 — в зоні АТО. Залишились мати і сестра. | 14 липня 2017   | Загинув о 22:55 поблизу с. Новотошківське (Луганська область) від кулі снайпера у серце, — близько опівночі ДРГ противника під прикриттям снайперського вогню намагалась наблизитися впритул до позицій українських військових. Похований у Семенівці на Монаховому кладовищі. |
| 3746     |                  | Наумов Дмитро Миколайович                        | 15 серпня 1983, Дар'ївка (Білозерський район) Херсонська область. Сержант, головний сержант 1-го мотопіхотного взводу 2-ї мотопіхотної роти 17 ОМПБ «Кіровоград» 57 ОМПБр. 10 років працював в охоронній фірмі. У 2014 мобілізований як доброволець. 30.05.2016 підписав контракт. Залишилась дружина і троє синів. | 15 липня 2017   | Близько 12:35, під час обходу позицій у складі групи між ВОП поблизу с-ща Невельське Ясинуватського району, підірвався на міні МОН-50, зазнавши поранень, що несумісні з життям. Похований в Дар'ївці. |
| 3747     |                  | Буліченко Володимир Володимирович                | 15 жовтня 1975, Дебрецен Угорська Народна Республіка. Мешкав у с. Раденськ Олешківський район Херсонська область. Молодший сержант, старший водій 1-ї мотопіхотної роти 17 ОМПБ «Кіровоград» 57 ОМПБр. З родини військового офіцера. 18.07.2016 вступив на військову службу за контрактом. Залишились дружина, маленький син та троє дітей від попередніх шлюбів. | 18 липня 2017   | Загинув внаслідок обстрілу опорного пункту поблизу с-ща Невельське Ясинуватського району, — від отриманих поранень помер під час медичної евакуації. Похований в Раденську. |
| 3748     |                  | Балаж Золтан Миколайович                         | 7 березня 1995, Королево Виноградівський район Закарпатська область. Мешкав у м. Виноградів. Молодший сержант, заступник командира бойової машини — навідник-оператор 2-го гірсько-піхотного батальйону 128 ОГПБр. Українець угорського походження. Закінчив училище за фахом муляра-штукатура. Працював на заводі. У 2015 вступив на військову службу за контрактом. Залишились дружина та донька. | 18 липня 2017   | Загинув близько 20:30, внаслідок обстрілу під час чергування на позиції поблизу смт Зайцеве (Донецька область). Дістав численних осколкових поранень від протитанкової гранати, один з осколків влучив у серце. Похований у Виноградові. |
| 3749     |                  | Ісаєнко Максим Олесьович                         | 1 серпня 1997, 19 років, Харків. Старший солдат, військовослужбовець 92 ОМБр. Залишилися батьки, був єдиною дитиною. | 19 липня 2017   | Загинув о 10:15 від кулі снайпера на спостережній позиції в районі м. Мар'їнка, — куля калібру 14,5 мм пройшла крізь мішки з піском. |
| 3750     |                  | Детинченко Роман Сергійович («Ромашка»)          | 26 березня 1986, Лозно-Олександрівка Білокуракинський район Луганська область. Мешкав у м. Київ (Дарницький район). Молодший сержант, командир відділення управління командира дивізіону взводу управління артилерійського дивізіону 58 ОМПБр. У 2015—2016 служив за мобілізацією в 25 ОМПБ «Київська Русь», воював в районі м. Попасна. 17.03.2017 підписав контракт. Залишились мати і дружина. | 19 липня 2017   | Близько 18:00, в районі смт Новотошківське, під час патрулювання території біля лісопосадки спрацювала стрибаюча осколкова міна ОЗМ-72. Внаслідок вибуху двоє бійців загинули на місці, один дістав важкі поранення, врятувати його життя не вдалось. Ще троє військовослужбовців дістали поранення. Похований у Києві. |
| 3751     |                  | Тимофієв Ілля Миколайович                        | 5 вересня 1973, Норильськ РРФСР. Мешкав у с. Першотравенка (Компаніївський район) Кіровоградська область. Старший солдат, старший оператор 13 ОМПБ «Чернігів-1» 58 ОМПБр. З 13.02.2015 по 26.04.2016 служив за мобілізацією, 72 ОМБр, стрілець. 06.06.2017 підписав контракт. Залишилась дружина та троє дітей. | 19 липня 2017   | Близько 18:00, в районі смт Новотошківське, під час патрулювання території біля лісопосадки спрацювала стрибаюча осколкова міна ОЗМ-72. Внаслідок вибуху двоє бійців загинули на місці, один дістав важкі поранення, врятувати його життя не вдалось. Похований в с. Першотравенка. |
| 3752     |                  | Конюша Руслан Сергійович («Галіфе»)              | 8 листопада 1994, Лисичанськ Луганська область. Мешкав у м. Олександрівськ (передмістя Луганська). Старший солдат, військовослужбовець 58 ОМПБр. Був наймолодшим з чотирьох синів. Активний учасник Революції Гідності, 2-а сотня Самооборони Майдану. В 19 років пішов добровольцем на фронт, 2014—2015 воював у батальйоні МВС «Луганськ-1» та батальйоні «Айдар». У подальшому підписав контракт. Залишились батьки і брати, родина після окупації Луганська переїхала на Черкащину. | 19 липня 2017   | Близько 18:00, в районі смт Новотошківське, під час патрулювання території біля лісопосадки спрацювала стрибаюча осколкова міна ОЗМ-72. Внаслідок вибуху двоє бійців загинули на місці, один дістав важкі поранення, врятувати його життя не вдалось. Похований в с. Бобриця (Канівський район), де оселилась родина. |
| 3753     |                  | Гладкий Сергій Вікторович («Сіріус»)             | 27 жовтня 1995, Юрки Козельщинський район Полтавська область. Проживав у с. Страбичово Мукачівський район Закарпатська область. Молодший сержант, командир бойової машини — командир 2-го гірсько-піхотного відділення 2-го взводу 3-ї роти 1-го гірсько-піхотного батальйону 128 ОГПБр. Закінчив Решетилівський художній ліцей, художник-живописець. Переїхав на Закарпаття, на батьківщину матері. Призваний на військову службу 12.06.2014, підписав контракт, на фронті — з 24.07.2014 (з 18 років). Бойовий шлях: Георгіївка, Родакове в районі Луганського аеропорту, Станиця Луганська (2014); бої за Дебальцеве (2015); Невельське (2016), Новгородське (2017). Залишились батьки і молодший брат. | 20 липня 2017   | Загинув у бою о 0:37 від кулі снайпера в голову, під час обстрілу ВОП «Лань» поблизу смт Новгородське на Горлівському напрямку. Похований в с. Юрки. |
| 3754     |                  | Сень Олександр Васильович                        | 6 січня 1977, Верхньодніпровськ Дніпропетровська область. Старший солдат, стрілець-зенітник зенітно-ракетного взводу 1-го мехбатальйону 92 ОМБр. Закінчив МАУП (2000, «Правознавство»). Член ВО «Батьківщина» (з 2003), був першим заступником голови місцевої парторганізації, у 2010—2015 — депутат Верхньодніпровської райради. На виборах до міськради у 2015 висувався від БПП «Солідарність», безпартійний. 29.04.2016 вступив на військову службу за контрактом. Залишились дружина та троє синів. | 20 липня 2017   | Загинув у бою близько 4:45 від вогнепального поранення на крайньому ВОП № 9203 в районі м. Красногорівка, відбиваючи напад ворожої ДРГ, що діяла під прикриттям масованого вогню з мінометів, танків та Град-П («Партизан») з боку окупованого смт Старомихайлівка. Похований у Верхньодніпровську. В бою загинули троє бійців бригади, 7 дістали поранення та контузії, опорний пункт було відбито, вбито 4 терористів. Захоплений у заручники старший солдат Роман Савков був звільнений за обміном 24.01.2018. |
| 3755     |                  | Гавря Олег Миколайович                           | 20 жовтня 1982, Вовчанськ Харківська область. Солдат, санітар 1-го мехбатальйону 92 ОМБр. Залишились дружина та донька. | 20 липня 2017   | Загинув у бою близько 4:45 від вогнепального поранення на крайньому ВОП № 9203 в районі м. Красногорівка, відбиваючи напад ворожої ДРГ, що діяла під прикриттям масованого вогню з мінометів, танків та Град-П («Партизан») з боку окупованої Старомихайлівки. Похований у Вовчанську. |
| 3756     |                  | Чорнобай Віктор Володимирович                    | 20 липня 1983, Кремінна Луганська область. Солдат, водій протитанкового взводу 1-го мехбатальйону 92 ОМБр. У лютому 2017 вступив на військову службу за контрактом. Залишився брат. | 20 липня 2017   | Загинув у бою близько 4:45 від вогнепального поранення на крайньому ВОП № 9203 в районі м. Красногорівка, відбиваючи напад ворожої ДРГ, що діяла під прикриттям масованого вогню з мінометів, танків та Град-П («Партизан») з боку окупованої Старомихайлівки. Загинув у свій день народження, прикривши собою побратима. Похований у м. Кремінна. |
| 3757     |                  | Черноконь Олег Євгенович («Спец»)                | 29 грудня 1978, Київ (Голосіївський район). Молодший сержант, снайпер-інструктор, командир відділення розвідвзводу 3-го мехбатальйону 72 ОМБр. Служив у десантних військах. Доброволець батальйону «Айдару». Наприкінці 2016 підписав контракт з 72 ОМБр. Залишилася дружина та двоє дітей. | 20 липня 2017   | Загинув близько 22:00 від осколкового поранення у голову на спостережній позиції під час обстрілу опорного пункту на шахті «Бутівка» (між Авдіївкою та окупованим Спартаком), міна 82-мм калібру розірвалась на відстані 1,5 м від окопу. Похований у Києві. |
| 3758     |                  | Калабішка Олексій Васильович                     | 12 листопада 1975, Плоске (Свалявський район) Закарпатська область. Мешкав у м. Мукачево. Старший прапорщик, головний сержант взводу снайперів 128 ОГПБр. Служив у бригаді з 1999. На фронті з серпня 2014, пройшов бої за Станицю Луганську, Щастя, Дебальцеве, воював в районі Донецька і Горлівки. Залишилась дружина та двоє синів. | 21 липня 2017   | Загинув о 14:45 від осколкових поранень внаслідок підриву на вибуховому пристрої, під час пересування з метою вибору позиції для снайпера РОП, в районі смт Зайцеве на Горлівському напрямку, неподалік від залізничної станції Майорська. Похований в Мукачеві. |
| 3759     |                  | Пляшко Федір Петрович                            | 29 січня 1966, 51 рік, Озерськ Дубровицький район Рівненська область, проживав у м. Дубровиця. Прапорщик, командир 3-го механізованого відділення 1-го взводу 4-ї роти 2-го мехбатальйону 14 ОМБр. З багатодітної родини, де було 8 дітей. У 1990-х — 2000-х Понад 16 років служив у Прикордонних військах, так, у 2002 обіймав посаду помічника начальника прикордонної застави Північно-Західного напряму, був нагороджений медаллю «За військову службу Україні», вийшов на пенсію у званні прапорщика. Столяр, різьбяр, малював картини, працював у переробному цеху лісгоспу. Активний учасник Революції Гідності. У серпні 2014 мобілізований як доброволець, відслужив рік в районі Волновахи. 11.05.2017 підписав контракт, за власним бажанням направлений на передову. Ніс службу поблизу м. Щастя та Старий Айдар. Залишилися мати, брати, сестри, дружина, троє дорослих синів та троє онуків. | 22 липня 2017   | Загинув близько 21:20 поблизу с. Старий Айдар Станично-Луганського району під час конфлікту, — у бліндажі солдат, який перебував у стані алкогольного сп'яніння, зробив постріл з автомата, завдавши смертельного поранення голови. Похований на міському кладовищі Дубровиці в районі Відішової гори. |
| 3760     |                  | Носач Іван Петрович                              | 5 липня 1974, житель с. Скотареве Шполянський район Черкаська область. Молодший сержант, снайпер, командир відділення 9 ОМПБ «Вінниця» 59 ОМПБр. Відслужив за мобілізацією, у подальшому підписав контракт. Залишились дружина та двоє дітей. | 27 липня 2017   | Загинув близько 8:00 під час обстрілу поблизу с. Водяне у Приазов'ї. Похований в с. Скотареве. |
| 3761     |                  | Сіренко Сергій Васильович                        | 25 жовтня 1980, Красна Поляна (Зміївський район) Харківська область. Солдат, водій протитанкового взводу 1-го мехбатальйону 92 ОМБр. У березні 2017 вступив на військову службу за контрактом. | 29 липня 2017   | Загинув близько 08:00 під час обстрілу опорного пункту бригади в районі міста Красногорівка, — три міни калібру 120 мм розірвались біля окопу, 6 військовослужбовців дістали поранення. Похований в с. Красна Поляна. |
| 3762     |                  | Дудін Олександр Вячеславович                     | 20 січня 1994, Більмак Запорізька область. Мешкав в смт Розівка. Солдат, мінометник 1-го батальйону 9 ПОП НГУ, в/ч № 3029 (колишній «Ягуар»). 2014 закінчив Маріупольський машинобудівний коледж. В листопаді 2016 призваний на строкову службу до київської оперативної бригади НГУ, у січні 2017 відряджений для проходження служби до в/ч 3029, згодом підписав контракт на 6 місяців. Останні 2 місяці ніс службу в зоні АТО. Неодружений, залишились батьки та сестра. | 30 липня 2017   | Пізно ввечері, після шикування, загинув від пострілу з автомата. Трагічна подія трапилася на блокпосту біля Маріуполя. Розпочато розслідування, попередня версія — самогубство. Похований в смт Розівка. |
| Серпень  |                  |                                                  | |                 | |
| 3763     |                  | Доброшинський Ростислав Русланович («Добрий»)    | 27 жовтня 1996, 20 років, Кам'янець-Подільський Хмельницька область. Старший солдат, командир бойової машини 8 ОГШБ 10 ОГШБр. Закінчив профліцей у Кам'янці. Служив за контрактом з 2015, воював в районі Мар'їнки, Попасної. Залишились мати, сестра. | 1 серпня 2017   | Загинув близько 19:00, від смертельного кульового поранення внаслідок обстрілу снайпером опорного пункту біля с. Новозванівка Попаснянського району, — куля пробила легені, помер за 40 хвилин. Похований в Кам'янці-Подільському. |
| 3764     |                  | Руднєв Віталій Миколайович                       | 25 листопада 1976, Дружківка Донецька область. Мешкав в с. Данилівка (Васильківський район) Київська область. Майор, старший викладач циклової комісії військово-спеціальних дисциплін 41-го Навчально-тренувального центру Повітряних сил, в/ч А2682, Данилівка. Гравець калинівського ФК «Металург». Останнім часом служив при штабі АТО в Краматорську. Залишилась вагітна дружина. | 2 серпня 2017   | Трагічно загинув у зоні АТО під час чергування (за непідтвердженими даними із соцмереж — самогубство). Похований у Дружківці. |
| 3765     |                  | Швець Володимир Сергійович                       | 1 травня 1993, Підлісний Олексинець Городоцький район (Хмельницька область). Солдат, оператор 28 ОМБр. 2011 закінчив професійний ліцей у Ярмолинцях за фахом електрогазозварника, слюсаря з ремонту автомобілів. Їздив на заробітки. У січні 2016 вступив на військову службу за контрактом. Залишилися мати та три малолітні сестри. | 3 серпня 2017   | Загинув у ніч на 4 серпня, підірвавшись на гранаті у с. Миколаївка (Волноваський район). Офіційною причиною смерті зазначена гостра крововтрата внаслідок вогнепальної осколково-вибухової травми з розтрощенням грудної клітки та живота. Похований в рідному селі. |
| 3766     |                  | Максименко Арсен Георгійович                     | 26 серпня 1989, Бурштин Івано-Франківська область. Солдат, навідник 14 ОМБр. Служив за контрактом. Мати померла, залишились батько і сестра. | 6 серпня 2017   | Трагічно загинув поблизу с. Артема (Станично-Луганський район), обставини не уточнені. Похований у Бурштині. |
| 3767     |                  | Іванушкін В'ячеслав Вадимович                    | 28 вересня 1986, Кривий Ріг Дніпропетровська область. Старший солдат, старший навідник-оператор протитанкового взводу 46 ОБСпП «Донбас-Україна». 2004 закінчив Криворізький гірничо-металургійний ліцей, працював електрозварником у ТОВ «МК-Монтаж». У листопаді 2016 вступив на військову службу за контрактом. Залишилися дружина і син. | 7 серпня 2017   | Загинув о 12:53 під час обстрілу ворожим снайпером позиції РОП в районі м. Мар'їнка. Похований у Кривому Розі. |
| 3768     |                  | Зейлик Володимир Миколайович («Зевс»)            | 14 липня 1996, Пустомити Львівська область. Солдат, водій 46 ОБСпП «Донбас-Україна». З 31.10.2014 служив за контрактом у 540 ЗРП. 2016 року перевівся до 46-го батальйону. Залишилися батьки і брат. | 8 серпня 2017   | Близько 4:25 в районі міста Мар'їнка, під час обстрілу РОП та веденні вогню у відповідь, відбувся розрив міни в каналі ствола міномету 2С12 «Сані» калібру 120 мм, внаслідок чого загинули двоє бійців, ще 5 дістали поранення. За попередньою версією слідства, вибух стався внаслідок подвійного заряджання. Похований в Пустомитах, мкр Лісневичі. |
| 3769     |                  | Роговий Олександр Іванович                       | 14 грудня 1981, Парасковія (Нововодолазький район) Харківська область. Сержант, водій 46 ОБСпП «Донбас-Україна». Служив за контрактом. Залишилась сестра. | 8 серпня 2017   | Близько 4:25 в районі міста Мар'їнка, під час обстрілу РОП та веденні вогню у відповідь, відбувся розрив міни в каналі ствола міномету 2С12 «Сані» калібру 120 мм. За попередньою версією слідства, вибух стався внаслідок подвійного заряджання. Сержант Роговий помер від поранень в лікарні м. Курахове. Похований в с. Парасковія. |
| 3770     |                  | Рома Костянтин Сергійович                        | 24 лютого 1996, Козельщина Полтавська область. Старший солдат, гранатометник 9 ОМПБ «Вінниця» 59 ОМПБр. З жовтня 2014 служив за контрактом у спецвідділі ВСП «Сармат» (в/ч А2176, м. Запоріжжя), з весни 2016 протягом 5 місяців — у військовій комендатурі м. Покровськ (Донецька область). З лютого 2017 — на військовій службі за контрактом в 9-му батальйоні. Залишилися прийомні батьки, сестри, у Покровську — дружина та 8-місячний син. | 8 серпня 2017   | Загинув від кульового поранення у живіт в результаті обстрілу ВОП з гранатометів та стрілецької зброї на Приморському напрямку, поблизу с. Водяне, за іншими даними — смт Талаківка. Помер від поранення дорогою до шпиталю. Похований у Покровську. |
| 3771     |                  | Шаповал Ігор Анатолійович                        | 18 травня 1975, Кременчук Полтавська область. З дитинства мешкав у м. Світловодськ Кіровоградська область. Молодший сержант, командир розвідвідділення 57 ОМПБр. Майор міліції у відставці. Закінчив училище МВС, 2005 — НА МВС України. З 1997 по 2007 працював в ОВС, оперуповноважений карного розшуку. З 18.08.2015 по 10.10.2016 служив за мобілізацією, 42 ОМПБ «Рух Опору», розвідник. 31.03.2017 підписав контракт. Залишились батьки та донька. | 10 серпня 2017  | Загинув внаслідок підриву на міні МОН-50 з «розтяжкою», під час обстеження «сірої зони» неподалік с-ща Піски (Ясинуватський район). Похований у Світловодську. |
| 3772     |                  | Трєгуб Олександр Євгенович                       | 30 березня 1975, Авдіївка Донецька область. Старший сержант поліції, старший оперативно-пошукової групи (по лінії кишенькових крадіжок), помічник оперуповноваженого ОПВ УКР ГУ НП України в Донецькій області. 21 рік — у карному розшуку, служив в Донецьку. У 2014 виїхав до м. Маріуполь, де продовжив службу. В складі зведених загонів поліції виконував завдання в Авдіївці, Дебальцевому, Мар'їнці. Залишилися дружина та дві доньки. | 11 серпня 2017  | Під час несення служби на пункті стоп-контролю у м. Мар'їнка, в 40-градусну спеку, правоохоронцю стало зле. Колеги надали йому домедичну допомогу та викликали «швидку», але дорогою до Курахівської лікарні серце поліцейського зупинилось. Похований в Авдіївці. |
| 3773     |                  | Артамкін Василь Леонідович                       | 5 вересня 1962, 54 роки, Нова Каховка Херсонська область. Сержант, механік-водій гаубичного самохідно-артилерійського дивізіону 28 ОМБр. Служив у Державтоінспекції. 31.03.2017 вступив на військову службу за контрактом в ЗСУ, з 06.06.2017 перебував у зоні АТО. | 11 серпня 2017  | Помер від гострої серцево-судинної недостатності поблизу м. Волноваха. Похований у Новій Каховці. |
| 3774     |                  | Федан Валерій Олександрович                      | 21 травня 1997, 20 років, Любимівка (Михайлівський район) Запорізька область. Солдат, заступник командира бойової машини — навідник-оператор (БМП-2) мехбатальйону 72 ОМБр. 2014 закінчив Запорізьке ВПУ за фахом маляра-штукатура. Мешкав із бабусею в Любимівці. 27.02.2016 вступив на військову службу за контрактом. | 11 серпня 2017  | Підірвався на міні з «розтяжкою» в районі м. Авдіївка, помер від численних осколкових поранень. Похований в Любимівці. |
| 3775     |                  | Сторчак Іван Васильович                          | 11 січня 1996, Криволука (Чортківський район) Тернопільська область. Солдат, навідник кулеметного взводу 3-ї мотопіхотної роти 59 ОМПБр. З багатодітної родини. Закінчив ПТУ-26 (Бучач) за будівельною спеціальністю. З весни 2016 проходив строкову військову службу, у лютому 2017 підписав контракт. Залишились мати, сестри і брати. | 12 серпня 2017  | Загинув в другій половині дня від кулі снайпера під час бою з російськими терористами, які відкрили вогонь з гранатометів та великокаліберних кулеметів по українських укріпленнях неподалік с. Водяне на Приморському напрямку. Похований в с. Криволука. |
| 3776     |                  | Згуєвич Олександр Григорович                     | 20 вересня 1978, Подільськ Одеська область. Молодший сержант, навідник 3-ї мобільної мотопіхотної роти 11 ОМПБ «Київська Русь» 59 ОМПБр. Мобілізований навесні 2014, ДПСУ. В березні 2016 підписав контракт на військову службу в ЗСУ. Учасник АТО. Залишились батьки. | 15 серпня 2017  | За повідомленням заступника командира роти, в результаті обстрілу позицій поблизу с. Широкине на Маріупольському напрямку зазнав мінно-вибухової травми, що виявилась смертельною. Похований в Подільську. За даними штабу АТО за 15 серпня, внаслідок бойових дій двоє українських військових поранено, ще один отримав поранення у результаті підриву на міні. |
| 3777     |                  | Ручка Сергій Іванович                            | 10 серпня 1981, Бородані, Богуславський район, Київська область. Мешкав у м. Богуслав. Солдат, стрілець-помічник гранатометника 3-ї механізованої роти 1-го мехбатальйону 72 ОМБр. Закінчив Богуславське ПТУ-7 та Ржищівський технікум (економічний відділ). Майстер з виготовлення меблів, бригадир. У 2015 вступив на військову службу за контрактом. Залишились дружина та донька. | 16 серпня 2017  | Загинув близько 23:00 від поранення в голову під час мінометного обстрілу промзони м. Авдіївка. Похований в Богуславі. |
| 3778     |                  | Глова Денис Ігорович                             | 22 липня 1989, Фастів Київська область. Молодший сержант, командир бойової машини (БМП) 3-го мехбатальйону 72 ОМБр. Закінчив Фастівське ПТУ. Займався підприємницькою діяльністю. У 2015—2016 проходив службу за мобілізацією у Нацгвардії, в районі Волновахи та Старогнатівки. У березні 2017 підписав контракт із ЗСУ. Єдиний син у матері. | 21 серпня 2017  | Загинув близько 19:10 від поранення, що несумісне з життям, внаслідок обстрілу ВОП в промисловій зоні міста Авдіївка з мінометів та стрілецької зброї. Похований у Фастові. |
| 3779     |                  | Фурман Микола Васильович                         | 13 березня 1974, Надвірна Івано-Франківська область. Солдат, водій 10 ОГШБр. 2017 вступив на військову службу за контрактом. Залишились мати та 18-річна донька. | 22 серпня 2017  | Трагічно загинув поблизу смт Комишуваха (Попаснянський район) від кульового поранення у голову, що несумісне із життям (обставини не уточнено). Похований 27 серпня у м. Надвірна. |
| 3780     |                  | Попов Олег Валерійович                           | 29 липня 1997, 20 років, Низове (Новоархангельський район) Кіровоградська область. Солдат, старший оператор протитанкового відділення протитанкового кулеметного взводу 2-ї мотопіхотної роти 9 ОМПБ «Вінниця» 59 ОМПБр. Навчався у Торговицькому ПТУ за спеціальністю «механізатор». Вступив на військову службу за контрактом. Залишилися батьки, брат і сестра. | 25 серпня 2017  | Загинув від наскрізного кульового поранення голови внаслідок нічного обстрілу ВОП в районі смт Талаківка, на Маріупольському напрямку, — помер від поранення під час медичної евакуації. Похований в с. Низовому. |
| 3781     |                  | Войтер Сергій Віталійович («Лоза»)               | 13 березня 1979, Лохвиця Полтавська область. Молодший сержант, командир 2-го мотопіхотного відділення 1-го взводу 3-ї мотопіхотної роти «Донбас» 16 ОМПБ «Полтава» 58 ОМПБр. З родини військового, шкільні роки пройшли на Уралі, у військовому селищі Свободний (Свердловська область). Закінчив Владикавказьке училище МВС, служив у Москві, капітан внутрішніх військ РФ (зі слів побратимів, служив у ГРУ ГШ РФ). 2001 родина повернулась до Лохвиці. Останнім часом мешкав у Лубнах. З 2014 до березня 2016 воював у складі БСП НГУ «Донбас», пройшов Іловайськ, Дебальцеве, Широкине. В жовтні 2016 підписав контракт із ЗСУ. Залишились дружина, дві доньки. | 26 серпня 2017  | 19 серпня в бою з ворожою ДРГ поблизу с. Кримське (Новоайдарський район) дістав важке вогнепальне наскрізне поранення грудної клітки з пошкодженням хребта. Тиждень боровся за життя, помер о 7:30 в Харківському військовому шпиталі. Похований у Лохвиці. |
| 3782     |                  | Левицький Геннадій Миколайович («Зона»)          | 4 вересня 1976, Мар'ївка (Доманівський район) Миколаївська область. Доброволець ОТГ «Волинь» УДА. На війні з 2015, служив у 28 ОМБр, учасник бойових дій, демобілізувався 2016-го. Повернувся на фронт в лавах УДА. Залишилися мати і молодший брат-учасник АТО. | 30 серпня 2017  | Загинув у бою з ворожою ДРГ поблизу м. Мар'їнка, прикриваючи поранених побратимів. Похований в с. Мар'ївка, у Доманівському районі оголошено триденну жалобу. |
| Вересень |                  |                                                  | |                 | |
| 3783     |                  | Лисиченко Денис                                  | 1981. Рядовий поліції Центрального відділу поліції м. Маріуполя ГУ НП України в Донецькій області. | 2 вересня 2017  | Працівника поліції було знайдено на вулиці у непритомному стані. Бригада швидкої допомоги, що прибула за викликом від перехожих о 22:50, доправила його до лікарні, проте врятувати правоохоронця не вдалося. Причини смерті з'ясовуються. Вказаний факт внесено до ЄРДР з попередньою кваліфікацією за ч.1 ст.115 «Умисне вбивство» КК України. За повідомленням ТСН, слідів видимого насильства на тілі чоловіка при первинному огляді не виявлено. |
| 3784     |                  | Серченко Володимир Леонідович («Апельсин»)       | 26 вересня 1983, Новоіванівка (П'ятихатський район) Дніпропетровська область. Мешкав у м. Жовті Води. Старший солдат, старший зв'язківець взводу зв'язку батальйону охорони 55 ОАБр (колишній 39 ОМПБ «Дніпро-2»). 2001 закінчив жовтоводське ВПУ-70. З 2007 мешкав у Жовтих Водах. Працював у ТОВ «ЗОВ», охоронцем у ТОВ «Тортус», на шахті у ТОВ «Восток-Руда». З 28.08.2014 по 15.09.2015 служив за мобілізацією радіотелефоністом у взводі технічного забезпечення розвідки розвідроти 17 ОТБр. В липні 2016 підписав контракт із ЗСУ. У червні 2017 виписався зі шпиталю і повернувся на фронт. Залишились мати, дружина та двоє дітей, — 10-річна донька і 5-річний син. Відео з Володимиром (архівна зйомка 14.11.2014, 17 танкова бригада — з 1:55 хв.) | 3 вересня 2017  | За повідомленнями в соцмережах, загинув о 5:00 в Авдіївському лісі від вибуху гранати. Похований в Жовтих Водах. За повідомленням LB.ua з посиланням на джерела в поліції, вранці неподалік від м. Авдіївка двоє військових посварилися під час спільного розпивання алкогольних напоїв, після чого один з них кинув іншому гранату Ф-1 у бліндаж. В результаті вибуху військовослужбовець у бліндажі загинув. Проводиться розслідування за ч. 1 ст. 115 ККУ (Умисне вбивство). За уточненими даними, став жертвою співслужбовця, який перебував в стані алкогольного сп'яніння (2,9 проміле) у відповідь на отримане зауваження від загиблого. |
| 3785     |                  | Динька Олег Миколайович («Єгер»)                 | 25 жовтня 1974, Дніпро. Мешкав у с. Григорівка (Запорізький район) Запорізька область. Доброволець 1-ї ОШР ДУК ПС. Закінчив технікум. 1996 переїхав до Запоріжжя, де здобув спеціальність будівника-ремонтника та працював на будівельних роботах. З 2007 мешкав в с. Григорівка, працював у лісництві. В соцмережах — Олег Цихерблок. 01.03.2014 долучився до запорізької «Самооборони Майдану» та ВГО «Вільні Люди», їздив на вишколи, з липня 2014 по січень 2015 пройшов вишкіл «Тактика та стратегія малих груп у полі та місті». 10.02.2015 був мобілізований як доброволець, 1 ОТБр, 1-й мехбатальйон, гранатометник, стрілець-санітар. Воював в районі Волновахи, Мар'їнки, Авдіївки. Демобілізувався 13.04.2016, хотів підписати контракт, але не пройшов медкомісію. У серпні 2016 пішов добровольцем в ДУК. Брав участь у багатьох контрдиверсійних операціях, неодноразово підбивав техніку ворога. Залишились мати, брат і дружина. Присвоєне звання Почесного громадянина Запорізького району (посмертно). | 6 вересня 2017  | Під час перевірки будинку у с-щі Піски (Ясинуватський район) підірвався на гранаті Ф-1 з «розтяжкою», прикривши собою побратимів, був доправлений до лікарні, але отримані травми були несумісні з життям. Похований на Кушугумському кладовищі Запоріжжя. |
| 3786     |                  | Сергієнко Костянтин Олександрович                | 9 березня 1978, Шостка Сумська область. Старший солдат, стрілець-снайпер 2-го мотопіхотного відділення 1-го взводу 1-ї мотопіхотної роти 13 ОМПБ «Чернігів-1» 58 ОМПБр. Закінчив ПТУ-42 (смт Вороніж Шосткинського району), механізатор. Захоплювався туризмом, грою в шахи. З 2002 працював слюсарем котлотурбінного цеху на Шосткинській ТЕЦ. 2014 був мобілізований до НГУ, 2-й полк охорони, в/ч 3022. По тому служив у Середино-Будському відділі Сумського прикордонного загону ДПСУ. Восени 2016 підписав контракт із ЗСУ, пройшов курси снайперів в 169 НЦ «Десна», влітку 2017 повернувся на фронт. Залишились батьки, брат, дружина та син 9-класник. | 6 вересня 2017  | За повідомленням «UA: Суми», загинув у ніч на 7 вересня від ворожого снаряду під час обстрілу в Луганській області. За даними «Шостка News», на 29-му блокпості Бахмутської траси біля смт Новотошківське у бліндажі, де перебував боєць, стався вибух і пожежа. Похований у Шостці. За даними штабу АТО за 06.09.2017 бойових втрат серед українських військових немає. |
| 3787     |                  | Недеря Віктор Григорович                         | 21 серпня 1973, Долинська Кіровоградська область. Молодший сержант, командир відділення 10 ОМПБ «Полісся» 59 ОМПБр. Служив за контрактом. | 6 вересня 2017  | Під час виконання бойових (службових) завдань в районі с. Павлопіль у Приазов'ї стався серцевий напад, помер в лікарні м. Маріуполь. Похований на Новому кладовищі м. Долинська на Алеї поховань учасників АТО. |
| 3788     |                  | Телюк Ігор Володимирович («Сокіл»)               | 30 вересня 1979, Клавдієво-Тарасове Бородянський район Київська область. Мешкав в смт Бабинці. Солдат, кулеметник 1-го взводу 1-ї роти 1-го мехбатальйону 72 ОМБр. Закінчив Київське ВПУ-4, «верстатник широкого профілю 3-го розряду». Працював у Бородянці верстатником, а також плавильником металу в с. Горенка. 31.01.2016 підписав контракт. Залишилися дружина та донька. | 7 вересня 2017  | Загинув у промзоні м. Авдіївка від кулі снайпера. Похований у Бабинцях. |
| 3789     |                  | Кривиденко Максим Ігорович                       | 30 січня 1994, Сарата Одеська область. Старший солдат, стрілець-снайпер 2-ї роти 18 ОМПБ «Одеса» 28 ОМБр. Активний учасник Революції Гідності. У березні 2014 кілька діб утримувався в заручниках у Сімферополі озброєними посіпаками російської окупації півострова, які його катували. У квітні 2014 добровольцем пішов до військкомату, з 31.08.2014 до 06.04.2016 служив за мобілізацією в зоні АТО, у червні 2016 підписав контракт. Залишились батьки, брат, три сестри. | 9 вересня 2017  | Загинув близько 22:00 внаслідок обстрілу з міномету калібру 82 мм позицій сил АТО поблизу м. Красногорівка, — помер від осколкових поранень дорогою до лікарні. Похований в Сараті. |
| 3790     |                  | Деркач Іван Степанович                           | 8 липня 1966, 51 рік, Черніїв Тисменицький район Івано-Франківська область. Прапорщик, водій 14 ОМБр. З 31.03.2015 по 03.05.2016 проходив службу за мобілізацією у в/ч пп В0256, неодноразово перебував у зоні АТО. 05.09.2016 вступив на військову службу за контрактом. | 11 вересня 2017 | Передчасно пішов з життя під час несення служби поблизу с. Передільське Станично-Луганського району. Похований у с. Черніїв. |
| 3791     |                  | Альмужний Сергій Валерійович (Позивний «Матрос») | 10 січня 1987, Красилівка (Ставищенський район) Київська область. Старший солдат, командир відділення розвідувального взводу 3-го МБ 72-ї ОМБр. Виріс у багатодітній родині. Працював у ТОВ «Красилівське» на різних роботах. Строкову службу проходив матросом Морської охорони ДПСУ на посаді повара (2005—2006, м. Ізмаїл). Їздив на заробітки до Києва. Пішов на фронт добровольцем, з 22.08.2014 проходив службу в 5-му МБ 30-ї ОМБр, з січня 2015 служив в Донецькій області: Покровське, Світлодарськ, Дебальцеве. 2016-го перебував у лавах Внутрішнього корпусу батальйону «Донбас» (організація ветеранів «Донбасу»). По тому вступив на військову службу за контрактом в ЗСУ, служив гранатометником 1-го взводу 3-ї роти «Донбас» 16-го ОМПБ «Полтава». В лютому 2017, перебуваючи у відпустці, брав участь в блокаді ОРДЛО. 24.04.2017 разом з побратимами перевівся у 72 ОМБр, воював в Авдіївці. Залишилися мати, дві сестри, брат, дружина та 10-місячна донька.                                         | 14 вересня 2017 | Загинув близько 21:00 від кулі снайпера у шию, під час вогневого протистояння, на позиції біля шахти «Бутівка» неподалік м. Авдіївка. Похований в Красилівці. |
| 3792     |                  | Коваль Максим Анатолійович                       | 15 липня 1984, Ширяєве Одеська область. Старший лейтенант, командир взводу 5-ї механізованої роти 2-го механізованого батальйону 28-ї ОМБр. Кадровий військовий, випускник ОІСВ. Залишилася дружина та донька. | 18 вересня 2017 | За повідомленням видання «Траса Е-95», загинув під час виконання військових обов'язків в зоні АТО, у Волноваському районі (обставини загибелі не уточнені). За даними штабу АТО, за добу в результаті бойових дій троє українських військових отримали поранення. 26.09.2018, був оприлюднений вирок Волноваського районного суду Донецької області від 20.09.2018 згідно якого, військовослужбовець 28 ОМБр отримав покарання у виді 8 (восьми) років позбавлення волі за вбивство пострілами з автомата АКС-74 свого начальника, офіцера у військовому званні «старший лейтенант».                                                            |
| 3793     |                  | Україна                                          | 27 років. Співробітник Добропільського відділення поліції Покровського відділу поліції ГУ НП України в Донецькій області. | 18 вересня 2017 | Загинув у ДТП, перебуваючи поза службою, на власному автомобілі Chevrolet Lacetti біля с. Михайлівка на автошляху Олександрівка — Краматорськ. За даним фактом відкрито кримінальне провадження за ч.2 ст.286 КК України [Архівовано 21 вересня 2017 у Wayback Machine.]. |
| 3794     |                  | Маринкевич Василь Степанович                     | 6 вересня 1965, Лішня (Демидівський район) Рівненська область. З 2000 року проживав у с. Лопавше. Прапорщик, командир гармати МТ-12 «Рапіра» 10-ї ОГШБр, в/ч А3715. 28 серпня 2014 року був призваний по мобілізації на службу у підрозділі Національної Гвардії України. Навесні 2016 року пішов на контрактну службу до 10-ї ОГШБр. Службу проходив на передовій у м. Попасна Луганської області. Залишилася дружина та син. | 22 вересня 2017 | Помер від серцевого нападу в зоні АТО на Луганщині. Похований на цвинтарі села Лопавше. |
| 3795     |                  | Довгий Роман Сергійович                          | 22 лютого 1991, Первомайськ Миколаївська область. Старший солдат, номер обслуги гірсько-штурмового відділення 2-го взводу 2-ї роти 108-го окремого гірсько-штурмового батальйону 10-ї ОГШБр, в/ч А3715. Працював на автозаправці. У жовтні 2011 вступив на військову службу за контрактом. З 2014 брав участь в АТО у складі 53-ї ОМБр, згодом був переведений до 10-ї ОГШБр. Пройшов бої під Торецьком та Попасною. По закінченні контракту збирався працювати у Польщі. Залишились мати, молодший брат, вітчим і наречена. | 23 вересня 2017 | Загинув близько 4:00 від кульового поранення під час вогневого протистояння з ДРГ противника поблизу с. Новоолександрівка (Попаснянський район). Похований на Кінецьпільському кладовищі Первомайська. |
| 3796     |                  | Деде Дмитро Васильович                           | 12 березня 1984, Єлізаветівка Тарутинський район Одеська область. Мешкав у с. Підгірне Тарутинського району. Старший прапорщик, дільничний інспектор прикордонної служби 1 категорії відділу прикордонної служби «Станично-Луганське» (в/ч 9938, с. Гарасимівка) Луганського прикордонного загону ДПСУ. В зоні АТО з осені 2016, до того служив у в/ч 2197, Білгород-Дністровський прикордонний загін Південного РУ ДПСУ. Залишились дружина та двоє дітей, син і донька. | 28 вересня 2017 | Загинув близько 17:00 під час несення служби у наряді на ділянці відділу, неподалік залізничної станції «Ільєнко» (Станично-Луганський район), за 800 м від кордону з РФ, в результаті підриву на фугасі з «розтяжкою». В результаті вибуху двоє прикордонників загинули на місці. Похований у с. Підгірне. |
| 3797     |                  | Гувір Сергій Іванович                            | 11 березня 1993, Крутоярівка (Білгород-Дністровський район) Одеська область. Старшина, інспектор прикордонної служби 3 категорії — черговий відділу прикордонної служби «Станично-Луганське» (в/ч 9938, с. Гарасимівка) Луганського прикордонного загону ДПСУ. Має румунське коріння. В зоні АТО з осені 2016, до того служив у в/ч 2197, Білгород-Дністровський прикордонний загін Південного РУ ДПСУ. Залишились батьки і вагітна дружина. | 28 вересня 2017 | Загинув близько 17:00 під час несення служби у наряді на ділянці відділу, неподалік залізничної станції «Ільєнко» (Станично-Луганський район), за 800 м від кордону з РФ, в результаті підриву на фугасі з «розтяжкою». Похований у Крутоярівці. |
| 3798     |                  | Мельник Віктор Михайлович (Позивний «Михалич»)   | 15 жовтня 1959, 57 років, мешкав в смт Ворзель (Ірпінська міська рада) Київська область. Молодший сержант, військовослужбовець 1-го МБ 72-ї ОМБр. Кадровий військовий, у війську з 18 років. 2014 мобілізований як доброволець, в подальшому підписав контракт до закінчення особливого періоду. Загалом провів на фронті 2,5 роки, воював у районі Волновахи та в Авдіївці. Залишились дружина, двоє дітей та четверо онуків. | 30 вересня 2017 | Відчув себе погано — запаморочення, високий тиск. Медики швидко стабілізували стан бійця і відвезли у медроту, щоб вранці відправити до шпиталю, але на ранок він помер через відрив тромбу. Похований на Ворзельському цвинтарі. |

## Втрати силових структур в тилу під час війни
Шпінда Руслан Михайлович, 1 грудня 1977, Нововоронцовка Херсонська область. Старшина, військовослужбовець 79-ї ОДШБр. Був призваний за мобілізацією 31 липня 2014 року, з 29.09.2014 по 08.09.2015 брав участь у бойових діях в зоні АТО. За повідомленнями в соцмережах, воював у складі 28-ї ОМБр. В подальшому підписав контракт з 79 ОДШБр. Одружений. Загинув 10 липня 2017 під час проведення тактичних навчань з бойовою стрільбою на військовому полігоні «Широкий лан» (Миколаївська область) внаслідок порушення заходів безпеки. Похований в с. Любимівка (Нововоронцовський район).
 Топалов Леонід Геннадійович (Позивний «Бріз» / «Волноріз»), 4 серпня 1967, мешкав у м. Одеса. Військовослужбовець 1-го батальйону 54-ї ОМБр. На початку війни долучився до ДУК ПС, проходив тренування на базі в Десні, звідти поїхав на передову. В подальшому підписав контракт з 54 ОМБр, куди перейшла частина бійців ДУК. Помер 10 липня 2017 від серцевого нападу, місце не уточнено. Похований на Таїрівському цвинтарі Одеси. Залишились син і донька.
 Клусов Максим Олегович, 13 січня 1994, Крижопіль Вінницька область. Матрос, командир бойової машини розрахунку реактивного артилерійського взводу реактивної артилерійської батареї реактивного артилерійського дивізіону 32-го РеАП ВМС ЗСУ, в/ч А1325. На військовій службі за контрактом з серпня 2016 року. Ніс службу у районі виконання спеціальних завдань поблизу адмінкордону з окупованим Кримом, в Новотроїцькому районі Херсонської області. Загинув 12 липня 2017 під час виконання службових обов'язків на Херсонщині внаслідок зіткнення легкового автомобіля, в якому перебували військовослужбовці ВМС, з вантажівкою. ДТП сталася о 16:44 поблизу с. Молочне (Чаплинський район). Ще троє військовослужбовців отримали тілесні ушкодження. Похований в Крижополі. Залишились мати і молодший брат.
 Паровий Олександр Миколайович, 42 роки, Кам'янець-Подільський Хмельницька область. Полковник, заступник командира 48-ї ОІБр. Випускник Кам'янець-Подільського ВВІКУ. В ЗСУ пройшов шлях від лейтенанта командира понтонного взводу до підполковника командира батальйону забезпечення навчального процесу військово-інженерного факультету. 2012 року призначений командиром новоствореного 11-го окремого понтонно-мостового батальйону 48-ї ОІБр. З 2014 року неодноразово виїздив у відрядження в зону АТО, достроково отримав звання полковника. В липні 2014 під командуванням Парового пройшли навчання підрозділів 48-ї ОІБр на Рівненщині. Передчасно помер 26 липня 2017 уранці в Кам'янці-Подільському. Похований на Алеї Слави міського кладовища. Залишились дружина і син.
 Тіщенко Юрій Вікторович, 12 квітня 1972, Кривий Ріг Дніпропетровська область. Військовослужбовець танкового підрозділу 93-ї ОМБр. 20 липня 2017 року близько 8:00, на Чугуївському полігоні (Харківська область), під час танкових змагань, в результаті вибуху дістали поранень 8 військовослужбовців. Юрій зазнав тяжких поранень, помер 30 липня 2017 в лікарні Мечникова у Дніпрі. Поховання 1 серпня на Південному кладовищі Кривого Рогу (Південне ГЗК).
 Рябоконь Ігор Анатолійович, 45 років, Стрижавка Вінницький район Вінницька область. Військовослужбовець 72-ї ОМБр. На фронті з 2014 року, доброволець батальйону «Айдар». У червні 2016 підписав контракт з 72 ОМБр. Поблизу м. Щастя дістав поранення ноги, після лікування повернувся на фронт, але постійно хворів, перебував у лікарнях. Помер 20 липня 2017 від обширного інсульту в лікарні м. Вінниця, при цьому ще мав двостороннє запалення легенів. Похований у Стрижавці. Залишилась сестра.
 Муртазаєв Сергій Семенович, 27 листопада 1962, 54 роки, Одеса. Мешкав в смт Таїрове Овідіопольський район Одеська область. Полковник медичної служби, начальник клініки амбулаторно-поліклінічної допомоги Військово-медичного клінічного центру Південного регіону (411-й військовий госпіталь), м. Одеса. Пройшов шлях від лікаря медичного пункту до начальника клініки. Учасник бойових дій на Сході України. Одружений (дружина — лікар-офтальмолог). Раптово помер 2 серпня 2017 при виконанні службових обов'язків, на території ВМКЦ в м. Одеса. Попередньо, смерть настала в результаті проблем із серцем, які загострилися внаслідок спеки.
 Токарєв Юрій В'ячеславович, 6 травня 1993, Автономна Республіка Крим. Військовослужбовець 72 ОМБр. Сирота, вихованець дитячого будинку, переселенець з Криму. 23.11.2016 вступив на військову службу за контрактом. Учасник бойових дій в зоні АТО. Помер 3 серпня 2017 від гострої серцевої недостатності у НВМКЦ «Головний військовий клінічний госпіталь», м. Київ. Похований в с. Мізяківські Хутори у Вінницькій області, де мешкає його сестра.
 Милостивий Андрій,  1969, Кривий Ріг Дніпропетровська область. Водій-гранатометник реактивної артилерійської батареї 17-ї ОТБр. Загинув 4 серпня 2017 року на полігоні, розташованому в с. Дівички на Київщині, під час тактичних навчань з бойовою стрільбою. Близько 11:00 було здійснено постріл зі 120-мм міномету 2С12 «Сані», міна відхилилася від попередньо визначеної цілі та влучила в окоп, де перебували військові. Андрій загинув на місці, ще 5 військовослужбовців дістали поранення. Похований у Кривому Розі.
 Серебренніков Сергій Олександрович (позивний «Комар»), 27.09.1988, Кам'янське Дніпропетровська область. Військовослужбовець кулеметного взводу 2-ї МР 2-го МБ 54-ї ОМБр. Призваний за мобілізацією 2014 року, в подальшому підписав контракт. Учасник бойових дій. З військової частини матері повідомили, що на одній зі станцій (м. Кременчук на Полтавщині) Сергій відстав від військового ешелону та з 10 серпня вважався таким, що самовільно залишив військову частину. Знайдений місцевими жителями мертвим 14 серпня неподалік від залізничного вокзалу Кременчука, за кілька метрів від залізничних шляхів у пров. Сковороди (Перший Занасип), у цивільному одязі. У висновку СМЕ вказано, що помер 12 серпня 2014 від гострої серцево-судинної недостатності внаслідок ішемічної хвороби серця. 24 серпня похований як невідомий на Деївському кладовищі Кременчука, хоча при ньому були документи, але загубились. Як з'ясувалося, до 15 вересня документи Сергія знаходилися у Кременчуцькому відділенні поліції № 1. Матері пояснили, що тіло направили в морг разом із документами, потім документи повернули до поліції. На момент оформлення лікарського свідоцтва про смерть Сергій проходив як «невідомий». Судмедексперт виписав лікарське свідоцтво про смерть лише 21 серпня. У батьків виникли проблеми з проведенням ексгумації та експертизи, їм допомогли волонтери. Ексгумацію проведено 1 грудня, перепоховання у Кам'янському. Залишились батьки, дружина та син.
 Гніденко Руслан Олександрович, 24.12.1977, Біла Церква Київська область. Військовослужбовець оперативного резерву. Прибув до 169-го НЦ в смт Десна (Козелецький район) Чернігівська область на заплановані заняття. 14 серпня 2017 втонув у місцевій водоймі, імовірно перебуваючи у стані алкогольного сп'яніння. Неодружений.
 Попов Євген Володимирович, 1976 р.н., Нікополь Дніпропетровська область. Сержант, військовослужбовець 17-ї ОТБр. 31 липня 2014 року добровольцем пішов до війська, часник АТО. 4 серпня 2017 року, близько 11:00, на полігоні, що розташований в с. Дівички на Київщині, під час тактичних навчань з бойовою стрільбою, дістав важких поранень внаслідок влучення міни в окоп. 19 серпня 2017 помер від поранень в Київському військовому шпиталі. Похований в Нікополі. Залишилися мати, дружина та дві доньки.
 Гунза Василь Володимирович, 1985 р.н., Нижня Яблунька Турківський район Львівська область. Молодший сержант, водій-хімік 704-го ОПРХБЗ, в/ч А0807. Учасник АТО, повернувся з фронту більш як півроку тому. Навчався у 201-му НЦ в м. Кам'янець-Подільський на курсах підвищення кваліфікації. За даними військкомату, звідти і потрапив до шпиталю. Помер вночі 20 серпня 2017 року в Київському військовому госпіталі, причини смерті не уточнено. Похований в Н. Яблуньці. Залишились дружина та донька.
 Гончаров Володимир Олександрович (позивний «Мєлкій»), 10.03.1997, Ізюмське Борівський район Харківська область. Військовослужбовець 72-ї ОМБр. Учасник АТО, в бригаді 1,5 роки, останні півроку воював у промзоні Авдіївки. Загинув 20 серпня 2017 року під час відпустки. За повідомленням поліції, о 1:38 на 57-му км залізничної колії на відстані близько 150 метрів від залізничної станції «Преддонбасівська», поблизу смт Борова, вантажним потягом сполученням «Куп'янськ-Вузловий — Святогірськ» був смертельно травмований 20-річний мешканець с. Ізюмське, який переходив залізничну колію в неналежному місці. За повідомленням командира, — вбитий в смт Борова, помер від двох ножових поранень. В поліції цю інформацію не підтвердили.
 Хорошко Марина, Дніпро. Старший солдат, головна медсестра неврологічного відділення госпіталю м. Дніпро. З 2014 працювала у шпиталі. Померла 23 серпня 2017 внаслідок довготривалої хвороби.
 Шмирін Сергій Васильович (позивний «Боцман»), 25.07.1972, Житомир. Розвідник 26-ї ОАБр. Свого часу служив підводником. Мобілізований у 2014 році, з липня воював біля міста Щастя. Після демобілізації, не зважаючи на проблеми зі здоров'ям, підписав контракт і повернувся на фронт. Помер 25 серпня 2017 року у Харківському військовому шпиталі внаслідок хронічної хвороби. Похований на житомирському кладовищі у Корбутівці.
 Левчук Андрій Миколайович, 03.12.1986, Славута Хмельницька область. Головний сержант взводу матеріального забезпечення роти забезпечення 24 ОШБ «Айдар». Після закінчення школи пройшов строкову службу. У 19 років ледь не загинув, — стрибнув під потяг у київському метро. В батальйоні — з 2015. З лютого по квітень 2016 був командиром взводного опорного пункту в Мар'їнці. Пройшов бої на Світлодарській дузі в районі селища Новолуганське. Помер 26 серпня 2017 в лікарні м. Славута в результаті черепно-мозкової травми, яку отримав під час сварки у розважальному закладі 25 серпня, — у ході суперечки опонент штовхнув Андрія, який впав і вдарився головою об бруківку. Перебував в реанімації, впав у кому, помер, не приходячи до свідомості. За кілька днів мав повернутися на службу в зону АТО. Похований у Славуті. Залишились мати, дружина та дві доньки. Підозрюваний втік з країни та був оголошений у розшук, затриманий 12.12.2018 у пункті пропуску «Шегині».
 Атаманенко Андрій Олександрович, 26 років, мешкав у м. Новоград-Волинський Житомирська область. Військовослужбовець за контрактом 30-ї ОМБр, тричі був у зоні АТО. Знайден повішеним на військовому полігоні в Чернігівській області, де його підрозділ проходив перепідготовку. Ведеться слідство. Похований 8 вересня 2017 у Новограді-Волинському. Залишились мати і батько — полковник ЗСУ.
 Ревіцький Артур Анатолійович, 17.06.?, Миколаїв. Старший солдат, військовослужбовець за контрактом 808-го понтонно-мостового полку. Випускник Миколаївського навчально-наукового інституту ОНУ ім. Мечникова (2012). Загинув 7 вересня 2017 року у ДТП на трасі Київ — Одеса поблизу села Шарин Уманського району Черкаської області, — внаслідок наїзду вантажівки «Сканія» на військовий тягач МАЗ-537, що був припаркований на узбіччі для проведення ремонтних робіт.
 Коломійчук Сергій, 36 років, мешкав у м. Мелітополь Запорізька область. Військовослужбовець 23-го ОМПБ «Хортиця» 56-ї ОМПБр. Доброволець першої хвилі мобілізації. Учасник АТО, воював в районі Маріуполь — Новоазовськ. Після того, як 5 вересня 2014 загинули троє бійців 23-го батальйону поблизу с. Комітернове (нині — Пікузи), двічі намагався вчинити самогубство. Пройшов курс лікування у стаціонарі психіатрії. За рік по демобілізації вступив на військову службу за контрактом. 9 вересня 2017 року покінчив життя самогубством. Поховання 12 вересня в с-щі Переможне Якимівського району. Залишилися дружина і маленька дитина.
 Озєров Олексій Олегович, 15.03.1987, Путивльський район Сумська область. Мешкав у м. Суми. Старший сержант, військовослужбовець 25-ї ОПДБр. Проходив службу в 95-ій ОАеМБр. Служив у київському «Беркуті», потім перевівся до сумського. В часі війни чотири рази був у зоні АТО, пройшов бої за Дебальцеве. З липня 2016 до квітня 2017 проходив службу в 11-му батальйоні НГУ, в/ч 3051, виконував завдання в районі Торецька. Загинув близько 22:40 10 вересня 2017 року від кульового поранення під час тренувань на території однієї з військових частин неподалік Канатове, що поблизу м. Кропивницький. За повідомленням Військової прокуратури, один із солдатів здійснив 2 короткі черги у напрямку двох військовослужбовців цієї ж частини, які виконували тренувальні вправи. Унаслідок отриманих вогнепальних поранень старший сержант та солдат загинули на місці події. Розпочато кримінальне провадження за ч. 2 ст. 115 КК України (умисне вбивство). Похований у Сумах на Алеї Слави Центрального кладовища. Залишились батьки, дружина та 9-річна донька.
 Тимофєєв Ігор Євгенович, 03.10.1993, Мирноград Донецька область. Солдат 25-ї ОПДБр. З шахтарської родини. Працював гірничим робочим на шахті 5/6 (колишня шахта «Димитрова»), прохідником на шахті «Капитальна» (колишня шахта «Стаханова») ДП «Мирноградвугілля». В лютому 2016 вступив на військову службу за контрактом, кілька місяців перебував у зоні АТО. Загинув близько 22:40 10 вересня 2017 року від кульового поранення під час проведення навчань на території однієї з військових частин неподалік Канатове, що поблизу м. Кропивницький. За повідомленням Військової прокуратури, один із солдатів здійснив 2 короткі черги у напрямку двох військовослужбовців цієї ж частини, які виконували тренувальні вправи. Унаслідок отриманих вогнепальних поранень старший сержант та солдат загинули на місці події. Розпочато кримінальне провадження за ч. 2 ст. 115 КК України (умисне вбивство). Похований в Мирнограді на кладовищі «Озерне». Залишились батьки, дружина та двоє маленьких дітей, син і донька.
 Аркуш Сергій Іванович (позивний «Краб»), 20.02.1963, 54 роки, Миколаїв. Старший прапорщик (мічман) 1-го ОБМП 36-ї ОБрМП. Навчався у МНУ ім. Сухомлинського на факультеті фізичної культури та спорту і в Севастопольському ВМІ ім. Нахімова. Опанував професію електромеханіка. 1995 закінчив навчання в Ізмаїльському центрі підготовки офіцерського складу, отримав посвідчення інструктора-водолаза. З 1985 по 2000 проходив службу в спецпідрозділах ВМФ, 73 ЦСО (о. Майський). Після звільнення в запас працював в охоронних структурах «БАРС», а з травня 2006 протягом майже шести років — як персональний водій-тілоохоронець в компанії «Аеротехсервіс». По тому поїхав на роботу до Естонії, де працював складальником металоконструкцій на підприємстві «Євро-профіль». З початку війни пішов добровольцем у морську піхоту, воював у «гарячих» точках, був наставником для молодих бійців. Помер від хвороби 14 вересня 2017 року. 16 вересня прощання на території 36 бригади, поховання у Миколаєві.
 Стопчинський Роман Олегович,  1994, Кривоносове (Бобринецький район) Кіровоградська область. Старший солдат 79-ї ОДШБр. Виріс у багатодітній родині. Закінчив Бобринецьке училище за спеціальністю «кухар». Другий рік проходив службу за контрактом, виконував завдання в зоні АТО. Неодружений. 23 вересня 2017 покінчив життя самогубством у розташуванні військової частини. Похований в с. Кривоносове.
 Кулик Ростислав, 1986 р.н., Чортків Тернопільська область. Мешкав в смт Велика Березовиця Тернопільський район. Старший сержант поліції, військовослужбовець роти поліції особливого призначення ГУ НП в Тернопільській області. У правоохоронних органах з 2006 року, служив у «Беркуті». 2015-го ніс службу в зоні АТО, дістав важку контузію біля Попасної, довгий час лікувався. Загинув 26 вересня 2017 близько 12:50 внаслідок вибуху гранати РГД-5, біля свого будинку у В. Березовиці. Залишилась дружина (також працює у поліції, — дільничним в Тернополі) та 9-місячна донька. Попередньо, причиною нещасного випадку стало необережне поводження з вибухонебезпечними предметами.
 Бородаченко Сергій Станіславович, 30.11.1978, Затишок Уманський район Черкаська область. Підполковник, заступник командира частини з льотної підготовки 7-ї БрТА (Старокостянтинів). З кінця 1990-х років проходив службу у складі 806-го бомбардувального авіаційного полку на Луцькому військовому аеродромі (до розформування у 2004). По тому служив у 7 бригаді. 29 вересня 2017, о 12:21 під час планових тренувальних польотів в районі Старокостянтинівського аеродрому було втрачено зв'язок з навчально-тренувальним літаком Л-39 (бортовий номер 72) Повітряних Сил ЗСУ. Літак впав на кукурудзяне поле поблизу с. Берегелі (Красилівський район) Хмельницька область (в районі сіл Западинці, Баглайки та Берегелі), загинули двоє військових льотчиків. Військовою прокуратурою розпочато досудове розслідування попередньо за ст. 416 ККУ (порушення правил польотів, що спричинило тяжкі наслідки). Після проведення експертиз з льотчиками попрощались у Старокостянтинові, поховання на малій батьківщині.
 Ткаченко Михайло Васильович, 11.09.1987. Старший лейтенант, штурман ланки авіаційної ескадрильї 7-ї БрТА (Старокостянтинів). 29 вересня 2017, о 12:21 під час планових тренувальних польотів в районі Старокостянтинівського аеродрому було втрачено зв'язок з навчально-тренувальним літаком Л-39 (бортовий номер 72) Повітряних Сил ЗСУ. Літак впав на кукурудзяне поле поблизу с. Берегелі (Красилівський район) Хмельницька область (в районі сіл Западинці, Баглайки та Берегелі), загинули двоє військових льотчиків. Військовою прокуратурою розпочато досудове розслідування попередньо за ст. 416 ККУ (порушення правил польотів, що спричинило тяжкі наслідки). Після проведення експертиз з льотчиками попрощались у Старокостянтинові, поховання на малій батьківщині.

## Померлі демобілізовані учасники АТО
Коноваленко Валерій, 25 років, Погреби (Глобинський район) Полтавська область. Учасник АТО, військовослужбовець 107-го РАП. Загинув 6 липня 2017 року у ДТП внаслідок лобового зіткнення автомобіля ВАЗ-2110 з бензовозом DAF в районі села Гориславці Кременчуцького району Полтавській області. Водій ВАЗу загинув на місці. Похований в с. Погреби.
 Галушко Юрій Петрович, 28.06.1955, 62 роки, Стовпець Дубенський район Рівненська область. Старший лейтенант, учасник АТО. Після закінчення Кам'янець-Подільського військового училища та Українського інституту інженерів водного господарства у 1980 році переїхав до міста Вараш, до 2000 року працював в управлінні будівництва Рівненської АЕС. Учасник ліквідації аварії на ЧАЕС. Активний учасник Революції Гідності. Мобілізований 2014 року, брав участь у бойових діях під Дебальцевим та біля Донецького аеропорту. Помер 7 липня 2017 року. Похований у Вараші.
 Фесюк Анатолій (позивний «Прапор»), Городківка (Крижопільський район) Вінницька область. Учасник АТО, солдат вінницького 40-го полку НГУ, в/ч 3008. Ніс службу на блокпосту № 25 на Бахмутській трасі. Після повернення з війни скоїв самогубство. Похований 9 липня 2017 року у селі Городківка. Залишилась дружина та донька від першого шлюбу.
 Левицький Андрій (позивний «Вірний»), Прошова Тернопільська область. Мешкав у м. Київ. Учасник АТО, доброволець ДУК ПС. Закінчив Галицький інститут. Активний учасник Революції Гідності, 24-та сотня Самооборони Майдану, якийсь час був у «Правому секторі». На фронт пішов добровольцем у 2014 році. Загинув вночі 10 липня 2017 року в результаті ДТП на пр-ті Перемоги у Києві. Намагався перебігти дорогу у невстановленому місці навпроти автобусної зупинки біля парку Нивки, був збитий мікроавтобусом «Mercedes». З Андрієм прощались на Майдані у Києві. Залишилась дружина та маленька донька.
 Григорів Володимир Михайлович, 1979, Отинія Коломийський район Івано-Франківська область. Демобілізований учасник АТО. Помер 10 липня 2017 року.
 Дроздовський Михайло (позивний «Дід»), 1957 р.н., 60 років, Чортків Тернопільська область. Учасник АТО, сапер 14-го ОМПБ. Півтора року прослужив і повернувся додому. Загинув 11 липня 2017 року, рятуючи дітей, які потрапили у вир на річці Серет. Михайло рибалив поблизу й кинувся на допомогу. Одного витягнув, іншого виштовхав на мілину, а третього хлопчика дістати не зміг і разом із ним потонув. Залишились дружина, син і донька.
 Коваленко Микола Володимирович (позивний «Тінь»), 19 грудня 1983, Сквира Київська область. Демобілізований учасник АТО, військовослужбовець саперної групи 95-ї ОДШБр. Закінчив Сквирське професійно-технічне училище № 29, де здобув спеціальність тракториста-машиніста, слюсаря-ремонтника, водія автомобіля. Служив у прикордонних військах. Працював у зеленому господарстві ДЗК «Феофанія» м. Києва. З січня 2015 до квітня 2016 проходив військову службу за мобілізацією. Помер вночі 12 липня 2017 року в лікарні. Похований у Сквирі. Залишились батьки і брат.
 Гриць Вадим, 24 роки, Дунковиця Іршавський район Закарпатська область. Ветеран АТО, військовослужбовець 128-ї ОГПБр, учасник боїв за Луганський аеропорт та боїв за Дебальцеве. Загинув 12 липня 2017 року у ДТП. На в'їзді в село Дунковиця водій вантажівки «Renault» не впорався з керуванням, і великовагова машина перекинулася в кювет. Вадим, який перебував на пасажирському місці, від отриманих травм загинув.
 Бабій Володимир Іванович (позивний «Монгол»), 8 серпня 1995, Горохівський район Волинська область. Демобілізований учасник АТО, розвідник 3-го ОТБ «Звіробій» 54-ї ОМБр. Мешкав у с. Перегонівка (Голованівський район) Кіровоградська область. Здобув професію слюсаря-механіка. В 19 років пішов на фронт добровольцем, служив з липня 2015 року: у Троїцькому, Попасній, Бахмуті, Слов'янську, Станиці Луганській. 20 жовтня 2016 демобілізувався, працевлаштувався в клуб «СпортЛайф» у Києві. В листопаді 2016 року був госпіталізований, виявили пухлину носоглотки з поширеними метастазами, ймовірно, наслідок ураження хімічною зброєю на війні. Переніс операцію, хіміотерапію, лікувався у Києві, Кропивницькому, Луцьку. Захопився малюванням на склі, картини продавав на аукціонах, а виручені кошти передавав на лікування хворих дітей, продав і прапор з підписом Вакарчука. Привозив хворим дітям іграшки, підтримував їх. Готував виставку своїх картин у Дніпрі. Помер 17 липня 2017 року у Луцьку. Похований на луцькому кладовищі у с. Гаразджа на Алеї Слави. У Луцьку залишились мати і молодший брат.
 Бабіч Дмитро, 25 років, Зарічне Рівненська область. Учасник АТО і Євромайдану. 18 липня 2017 року прийшов у гості, з товаришами почали розбирати гранату, яку приніс із собою. Від вибуху всі троє чоловіків загинули. Залишились батько і сестра.
 Вагнер Олексій (позивний «Шах»), 1980 р.н., Біла Церква, мешкав у м. Тернівка Дніпропетровська область. Доброволець 20-го ОМПБ «Дніпропетровськ» 93-ї ОМБр. На фронт пішов у травні 2014, брав участь у боях за Мар'їнку та Красногорівку. Учасник подій 9 травня 2017 у Дніпрі, коли «тітушки» Опоблока напали на ветеранів. Входив до групи громадського контролю за розслідуванням цієї справи. 24 липня 2017 року ветерани війни прийшли в кальян-бар «D.O.M.» по пр. Гагаріна, 92 в Шевченківському районі Дніпра, зі своїм товаришем адвокатом Едмондом Саакяном, на зустріч з бізнес-партнером брата Саакяна, щоб розібратись у фінансовому конфлікті, якій виник між ними. Під час розмови, близько 19:50 приїхали ще кілька чоловік, у яких Едмонд Саакян помітив зброю. Він пішов до машини брата і дістав з багажника карабін «Вулкан». В цей момент чоловіки, що приїхали, відкрили вогонь з автомата Калашникова. Саакян встиг зробити кілька пострілів і поранити нападників, він дістав чисельних кульових поранень. Від автоматної черги нападників Олексій Вагнер загинув на місці. Ще один ветеран, Максим Іващук, помер від поранень у лікарні. В області введено оперативний план «Сирена», двоє чоловіків затримані. Похований Тернівці. Розлучений, залишилась мати і 8-річний син.
 Іващук Максим (позивний «Щука»), 1981 р.н., мешкав у м. Дніпро. Колишній боєць 11-го ОМПБ «Київська Русь» 59-ї ОМПБр. Закінчив ДНУЗТ. Працював інженером в ДП «Дніпростандартметрологія». Одружений. 24 липня 2017 року ветерани війни прийшли в кальян-бар «D.O.M.» по пр. Гагаріна, 92 в Шевченківському районі Дніпра, зі своїм товаришем адвокатом Едмондом Саакяном, на зустріч з бізнес-партнером брата Саакяна, щоб розібратись у фінансовому конфлікті, якій виник між ними. Під час розмови, близько 19:50 приїхали ще кілька чоловік, у яких Едмонд Саакян помітив зброю. Він пішов до машини брата і дістав з багажника карабін «Вулкан». В цей момент чоловіки, що приїхали, відкрили вогонь з автомата Калашникова. Саакян встиг зробити кілька пострілів і поранити нападників, він дістав чисельних кульових поранень. Від автоматної черги нападників загинув на місці Олексій Вагнер. Максим Іващук помер від поранень у лікарні. В області введено оперативний план «Сирена», двоє чоловіків затримані. Похований на Краснопільському цвинтарі м. Дніпро.
 Супрун Віктор, 30.09.1969, Погребище, Вінницька область. Учасник АТО, колишній військовослужбовець батальйону «Айдар». Закінчив Вінницький політехнікум за спеціальністю теплотехнолога. Працював на різних підприємствах, зокрема Погребищенському цукровому заводі. По тому займався будівельно-ремонтними роботами, мав свій невеликий бізнес. В серпні 2014-го мобілізований як доброволець, після року служби повернувся додому. Загинув 24 липня 2017 року від вибуху у своїй хатині, через необережне поводження з гранатою РГД-5. Похований в Погребищі. Залишились мати, дві доньки та цивільна дружина.
 Грубий Ілля Володимирович, 20.06.1991, Жашків, Черкаська область. Старший лейтенант, учасник АТО. В Спілці учасників АТО Жашківщини повідомили, що 28 липня 2017 року відбудеться прощання із загиблим учасником АТО. Прим. Людина з такими ПІБ є випускником Чернігівського ліцею з посиленою військово-фізичною підготовкою 2008 року.
 Приказчиков Андрій Анатолійович, 1978 р.н,, Новгородківка, Мелітопольський район, Запорізька область. Учасник АТО, солдат ЗС України, проходив службу за мобілізацією з 09.02.2015 до 29.04.2016. 27 липня 2017 року помер від інсульту, похований в с. Полянівка.
 Найденко Микола, 09.07.1970, Виноградове (Олешківський район), Херсонська область. Учасник АТО, військовослужбовець 122-го ОАеМБ 81-ї ОАеМБр, захищав Батьківщину з липня 2015 по липень 2016. Трагічно загинув 2 серпня 2017 року, — потонув у місцевій водоймі. Похований в рідному селі. Залишились дружина і дорослий син.
 Апанович Микола Петрович, 14.02.1985, Кропивник, Дрогобицький район, Львівська область. Учасник АТО, військовослужбовець 80-ї ОДШБр. У кінці липня 2017 року на роботі, на будівництві в смт Східниця Дрогобицького району раптом втратив свідомість і впав, був доправлений до Львова з важкою травмою голови, переніс операцію в лікарні м. Львова на Топольній. 2 серпня 2017 помер, не приходячи до свідомості.
 Павлик Богдан Богданович (позивний «Маестро»), 21.08.1981, Турка, Львівська область. Учасник АТО, капітан міліції, колишній командир 1-ї роти БПСМОП «Січ». Працював експертом-криміналістом у міліції, служив в Іраку, працював у Львівському СІЗО. Один з тих, хто створювали батальйон «Січ». На фронті з літа 2014, воював в Авдіївці та Пісках, нагороджений орденом Данила Галицького. Після повернення з фронту якийсь час працював охоронцем. Покінчив життя самогубством 4 серпня 2017 року, на пустирі поблизу м. Турка. Похований на кладовищі військового містечка м. Турка. Залишилися дружина та син.
 Гонтар Валентин Володимирович (позивний «Прапор»), 1973, Кіровоградська область. Зареєстрований у м. Кременчук. Учасник АТО, ветеран батальйону «Донбас», групи «Купол». Військовий за професією, служив у Криму в морській піхоті. Звільнившись з армії, мешкав і працював Москві. Під час Революції Гідності приїхав з Москви до батьків, пішов на Київський Майдан, щоб подивитись на власні очі. В подальшому увійшов до групи «Купол» [Архівовано 11 вересня 2017 у Wayback Machine.] (ветерани морської піхоти, спецпризначенці) батальйону «Донбас». Пройшов бої за Бахмут, Лисичанськ, Попасну, Курахове, Іловайськ. Під час першого штурму Іловайська, 10 серпня 2014, отримав контузію та поранення руки, переніс 4 операції. Після лікування на фронт вже не повернувся. 2015-го одружився з київською художницею Віталіною Масловою, разом займалися проектом соціально-психологічної реабілітації бійців АТО «Творча Криївка» [Архівовано 7 червня 2017 у Wayback Machine.] у Карпатах. Трагічно загинув у Києві від вибуху гранати. Тіло в лісі неподалік від озера Нива, селище Катеринівка (Київ), знайшли перехожі близько 16:00 4 серпня 2017 року. З Валентином прощались на Майдані Незалежності у Києві, потім в Івано-Франківську. Похований в селі Криворівня Верховинського району. Залишилися дружина та однорічний син.
 Паньків Василь Іванович, 1988 р.н., проживав в с. Незвисько Городенківський район Івано-Франківська область. Учасник АТО, демобілізований. Помер 14 серпня 2017 року.
 Хобта Артем, 25 років, Вовчків (Переяслав-Хмельницький район) Київська область. Демобілізований учасник АТО, снайпер. З 14.03.2015 по 11.04.2016 служив за мобілізацією в зоні АТО. Повісився 17 серпня 2017 року. Похований в селі Вовчків. Залишились батьки і старша сестра.
 Андріяшев Олександр Володимирович (позивний «Палач»), 25.08.1986, Рівне. Учасник АТО, доброволець батальйону «Айдар», гранатометник, «афганська» рота. Активний учасник Революції Гідності, на київському Майдані пробув 5 місяців, після чого пішов в «Айдар». На фронті з 12.08.2014, учасник боїв в районі Луганського аеропорту, — Хрящувате, Новосвітлівка, де зазнав контузії. Після демобілізації займався волонтерством, постійно їздив на фронт. Керівник рівненської міської організації "Спілка учасників бойових дій та АТО «УВО». Працював, 2016 року закінчив НУВГП за спеціальністю «Екологія». Помер 19 серпня 2017 року під час відпочинку ветеранів «афганської» роти «Айдару» у гідропарку в Києві, — потонув, коли купався у Дніпрі. Похований в Рівному на Алеї Героїв на кладовищі «Нове» («Молодіжне»). Лишилася мати (інвалід ІІ гр.) та молодший брат.
 Єрещенко Сергій Олександрович, 1968 р.н., Здолбунів Рівненська область. Демобілізований учасник АТО. У 2014—2015 роках проходив службу в лавах 51-ї та 14-ї ОМБр. Проживав у Здолбунові разом з матір'ю. Передчасно помер 19 серпня 2017 року.
 Яльницький Василь Семенович, 1974 р.н., Піща Шацький район Волинська область. Демобілізований учасник АТО, молодший сержант ЗСУ. Був мобілізований 07.05.2015, учасник бойових дій на території Донецької області. На фронті дістав захворювання, що пов'язане із захистом Батьківщини. Передчасно помер 23 серпня 2017 року.
 Стаюра Володимир Іванович, 19.06.1966, Буцнів Тернопільський район Тернопільська область. Мешкав у м. Тернопіль. Демобілізований учасник АТО, служив у добровольчому батальйоні міліції «Січ», згодом став заступником командира роти «Карпатська Січ» 93-ї ОМБр. Брав участь у національно-визвольному русі з кінця 1980-х років. Брав активну участь у створенні «Народного Руху», очолював осередок «Просвіти» на заводі «Оріон», стояв біля витоків створення в Тернополі товариств «Меморіал» та «Вертеп». У 1990 році підняв перший національний прапор над Тернопільською міською радою. 1993 року закінчив Тернопільський приладобудівний інститут. Працював у м. Тернополі слюсарем на ВО «Оріон» (1986—1994), інженером ТОВ «Біттер» ЛТД, заступником директора ТОВ «Озон». З 1997 — приватний підприємець, 1999 — директор ПП «Партнер», 2007 — директор ТОВ «Тернопільська інвестиційна компанія „Галичина“», 2009 — голова благодійного фонду «Фундація українських меценатів». З 2008 обіймав посаду заступника голови Тернопільської обласної організації ВО «Свобода» з питань партійної дисципліни. 2009 обраний депутатом Тернопільської обласної ради, в грудні 2012 очолив Тернопільську обласну організацію ВО «Свобода». Також був головою Тернопільської міської організації партії. Активний учасник Революції Гідності у Києві та координатор революційного руху в Тернополі. У 2014 добровольцем пішов на фронт. З 25 жовтня 2015 — депутат Тернопільської міської ради від ВО «Свобода». Директор з комерційних питань ПП «Партнер». Багато років займався дайвінгом. Помер 26 серпня 2017 року внаслідок серцевого нападу, перебуваючи із сім'єю на відпочинку в Єгипті. Похований на Микулинецькому цвинтарі Тернополя. Залишилась дружина та двоє синів.
 Симчач Василь Миколайович, 10.10.1967, Печеніжин Коломийський район Івано-Франківська область. Демобілізований учасник АТО. Загинув 27 серпня 2017 року внаслідок наїзду скутера «Хонда 300», — помер від травм дорогою до лікарні. Похований в Печеніжині.
 Камнєв Сергій Володимирович, 1989 р.н., мешкав у м. Миколаїв. Учасник АТО. Командир взводу 79-ї ОДШБр. Закінчив Одеський ліцей з посиленою військово-фізичною підготовкою, після якого поступив у Київський військовий інститут телекомунікацій. З 2011 по 2012 служив у 54-му ОРТБ, з 2013 — в 79-ій десантній бригаді. На війні з перших днів: Дякове, Маринівка, Піски, оборона ДАП. В січні 2016, після виявлення онкозахворювання пройшов хіміотерапію і повернувся на службу. У квітні 2017 стався рецидив раку, перебував на лікуванні в Центральному військовому шпиталі у Києві. Помер 31 серпня 2017 року. Залишилась мати, в смт Затишшя на Одещині, та дружина.
 Гайдаєнко Максим Андрійович (позивний «Юнга»), 27.09.1977, Мелітополь Запорізька область. Учасник АТО, військовослужбовець 23-го ОМПБ «Хортиця». З 25.04.2014 по 30.03.2015 проходив службу за мобілізацією, після чого продовжив службу за контрактом. 31.10.2016 звільнився за станом здоров'я. Активіст Ради ветеранів. Помер вночі 31 серпня 2017 року після тривалої хвороби. Похований в Мелітополі.
 Волощенко Максим Іванович, 05.06.1985, Обухів Київська область. Учасник АТО, солдат, снайпер. Працював на Трипільському пакувальному комбінаті. Мобілізований 20.04.2015 як доброволець, до того в армії не служив. Воював у Донецькій області, демобілізований 06.04.2016. Помер 1 вересня 2017 року в лікарні міста Боярка, після важкої хвороби легенів. Похований в Обухові.
 Шегера Тарас, 37 років, Київ. Мешкав у с. Катеринівка (Кременецький район) Тернопільська область. Демобілізований учасник АТО. Сапер 93-ї ОМБр. Працював у Києві, в трамвайному депо. Після трагічної смерті матері продав київську квартиру та переїхав на Кременеччину до села дружини, де й мешкав останні 15 років. Заробляв на різних підробітках. Служив за мобілізацією з січня 2015 до березня 2016, воював у Водяному, Авдіївці, в районі Донецького аеропорту. Загинув 2 вересня 2017 року в селі Цеценівка Шумського району, куди поїхав на заробітки. Копав траншею під фундамент підвалу, на глибині 3 м стався обвал ґрунту, Тараса засипало землею і він загинув. Похований в Катеринівці. Залишилась дружина.
 Гончаров Ігор Володимирович, 07.07.1975, мешкав у м. Коломия Івано-Франківська область. Демобілізований учасник АТО. Помер 4 вересня 2017 року. Похований в Коломиї.
 Сивопляс Ірина, 42 роки, Добропілля Донецька область. Доброволець, учасник АТО. Медсестра-волонтер ПДМШ ім. Пирогова. Мала інвалідність через тривалу хворобу серця, тому на військову службу її не взяли. 2014 року вирушила на передову як волонтер мобільного шпиталю. Рятувала життя артилеристів 44-ї бригади, кілька місяців прожила в підземному медпункті-бліндажі неподалік Сіверського Дінця, працювала у Новоайдарі та Мар'їнці. Допомагала як військовим, так і цивільному населенню. Взимку 2017 повернулась додому в Добропілля. Померла 7 вересня 2017 року. Залишились батьки, сестра і син.
 Алі Тімаєв (Тимур Махаурі; Руслан Папаскері; Алі Дабуєв; псевдонім «Зона»), 04.04.1978, Гучум-Калі, Ітум-Калінський район, Чечня, СРСР. Учасник АТО, розвідник чеченського батальйону ім. Шейха Мансура. З 1999 по 2000 брав участь у бойових діях проти російських військ в Дагестані, учасник Другої російсько-чеченської війни, з 2005 — громадянин Грузії, у 2008 — учасник російсько-грузинської війни. Алі називали «особистим ворогом Кадирова», він постійно переслідувався спецслужбами РФ та Чеченської Республіки, щодо нього було вчинено три замахи. 2012 був заарештований в Туреччині за звинуваченням у вбивстві представника «Імарата Кавказ», у квітні 2016 виправданий рішенням суду в Стамбулі і звільнений. З того часу жив в Україні. Загинув 8 вересня 2017 року о 18:21 у підірваному автомобілі Toyota Camry в центрі Києва, на вулиці Павла Скоропадського біля Бессарабського ринку. В машині також перебували жінка з донькою. Жінка дістала важких поранень, дитина — опіків. За попередніми даними, спрацював вибуховий пристрій, що був закладений в автомобіль.
 Ворона Олександр, 02.03.1965, 52 роки, мешкав у м. Мена Чернігівська область. Капітан, учасник АТО. Ветеран війни в Афганістані. Працював інженером на заводі з виготовлення чіпсів. У 2015 пішов на фронт. Помер 16 вересня 2017 року під час риболовлі на ставку поблизу Мени, — ймовірно, чоловіку стало погано і він впав з лодки у воду.
 Сидор Михайло Васильович, 1971 р.н., Берегомет Кіцманський район Чернівецька область. Демобілізований учасник АТО. Пройшов бої за Дебальцеве. Демобілізований у квітні 2017. 18 вересня 2017, під час перебування на зборах резервістів на Рівненському полігоні, помер внаслідок ішемічної хвороби. Був доставлений до шпиталю, але реанімаційні заходи не допомогли.
 Ковальчук Олександр Богданович, мешкав у Луцьку. Учасник АТО у складі 14-ї ОМБр. Помер в середині вересня 2017 року в Луцьку з побутових причин. Похований у с. Несвіч Луцького району. Батько теж учасник АТО.
 Єськін Віктор Володимирович, 38 років, Чаква Володимирецький район Рівненська область. Учасник АТО. Заступник начальника відділу охорони Полицької виправної колонії № 76 (с. Іванчі Володимирецького району). Після строкової служби 10 років відслужив в органах внутрішніх справ. З 2010 проходив службу в ДКВСУ, у Полицькій ВК № 76, пройшов шлях від інспектора відділу нагляду і безпеки до заступника начальника установи — начальника відділу охорони. Під час війни, в грудні 2014, звільнився зі служби і пішов добровольцем до 24-го ОШБ «Айдар». З лютого по жовтень 2015 року проходив службу в зоні АТО. У жовтні звільнився в запас і з кінця грудня 2015 прийнятий на службу в органи ДКВСУ на посаду начальника відділення соціально-психологічної служби Полицької ВК № 76. 21 вересня 2017 близько 21:30 застрелився в кабінеті зі службової зброї (пістолета Макарова), передсмертної записки не знайдено. Проводиться службове розслідування. Залишились дружина та четверо дітей: троє синів і донька 2007 р.н..
 Сніжко Олексій, мешканець смт Компаніївка Кіровоградська область. Учасник АТО, понад рік служив у 72-й ОМБр, брав участь у бойових діях. Повісився на дереві у дворі власного домоволодіння 25 вересня 2017 після ймовірного побиття у місцевому відділку поліції, куди викликався у справі нанесення тяжких тілесних ушкоджень його цивільній дружині. В рамках розслідування за ч.115 КК України призначено судово-медичну експертизу. Громада вимагає відсторонення начальника Компаніївського відділення поліції.
 Мельник Микола, Загороща Рівненська область. Учасник АТО. Трагічно помер 27 вересня 2017 поблизу с. Загороща внаслідок нещасного випадку на відпочинку. Поховання у Загорощі.